# Tropiduchus philippinus
Tropiduchus philippinus är en insektsart som beskrevs av Melichar 1914. Tropiduchus philippinus ingår i släktet Tropiduchus och familjen Tropiduchidae. Inga underarter finns listade i Catalogue of Life.